# Bartsia alpina
Bartsia alpina (nome scientifico Bartsia alpina L., 1753) è una piccola pianta erbacea appartenente alla famiglia delle Orobanchaceae (tribù Rhinantheae).

## Etimologia
Il nome generico (Bartsia) è stato dato in ricordo del botanico prussiano Johann Bartsch (1709-1738) di Königsberg, medico coloniale a Suriname, mentre L'epiteto specifico (alpina) fa riferimento all'habitat tipico di questa pianta. Il binomio scientifico della pianta di questa voce è stato proposto da Carl von Linné (1707 – 1778) biologo e scrittore svedese, considerato il padre della moderna classificazione scientifica degli organismi viventi, nella pubblicazione "Species Plantarum - 2: 602. 1753" del 1753.

## Descrizione

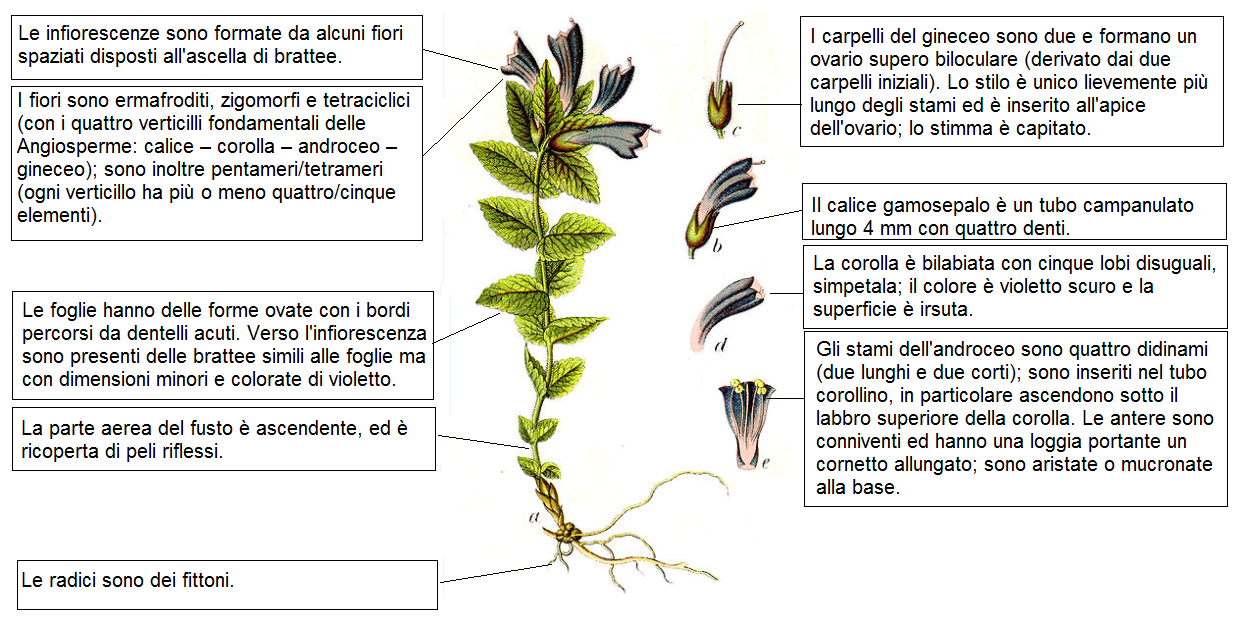
Descrizione delle parti della pianta

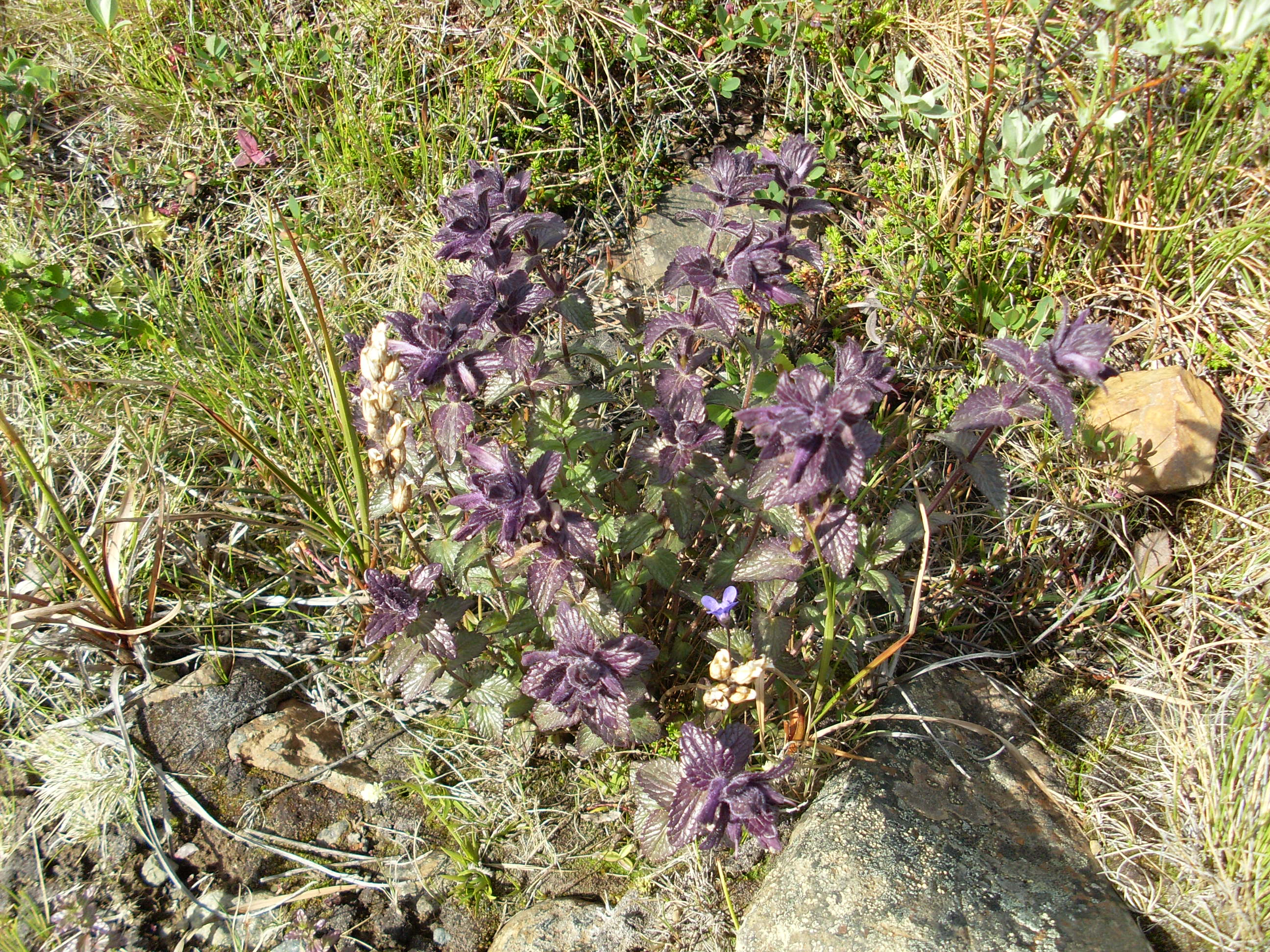
Portamento

L'altezza di queste piante varia da 8 a 20 cm. La forma biologica è emicriptofita scaposa (H scap), ossia in generale sono piante erbacee, a ciclo biologico perenne, con gemme svernanti al livello del suolo e protette dalla lettiera o dalla neve e sono dotate di un asse fiorale eretto e spesso privo di foglie. Queste piante sono semiparassitarie ed hanno la superficie peloso-glandulosa.

### Radici
Le radici sono dei fittoni.

### Fusto
La parte aerea del fusto è ascendente, ed è ricoperta di peli riflessi.

### Foglie

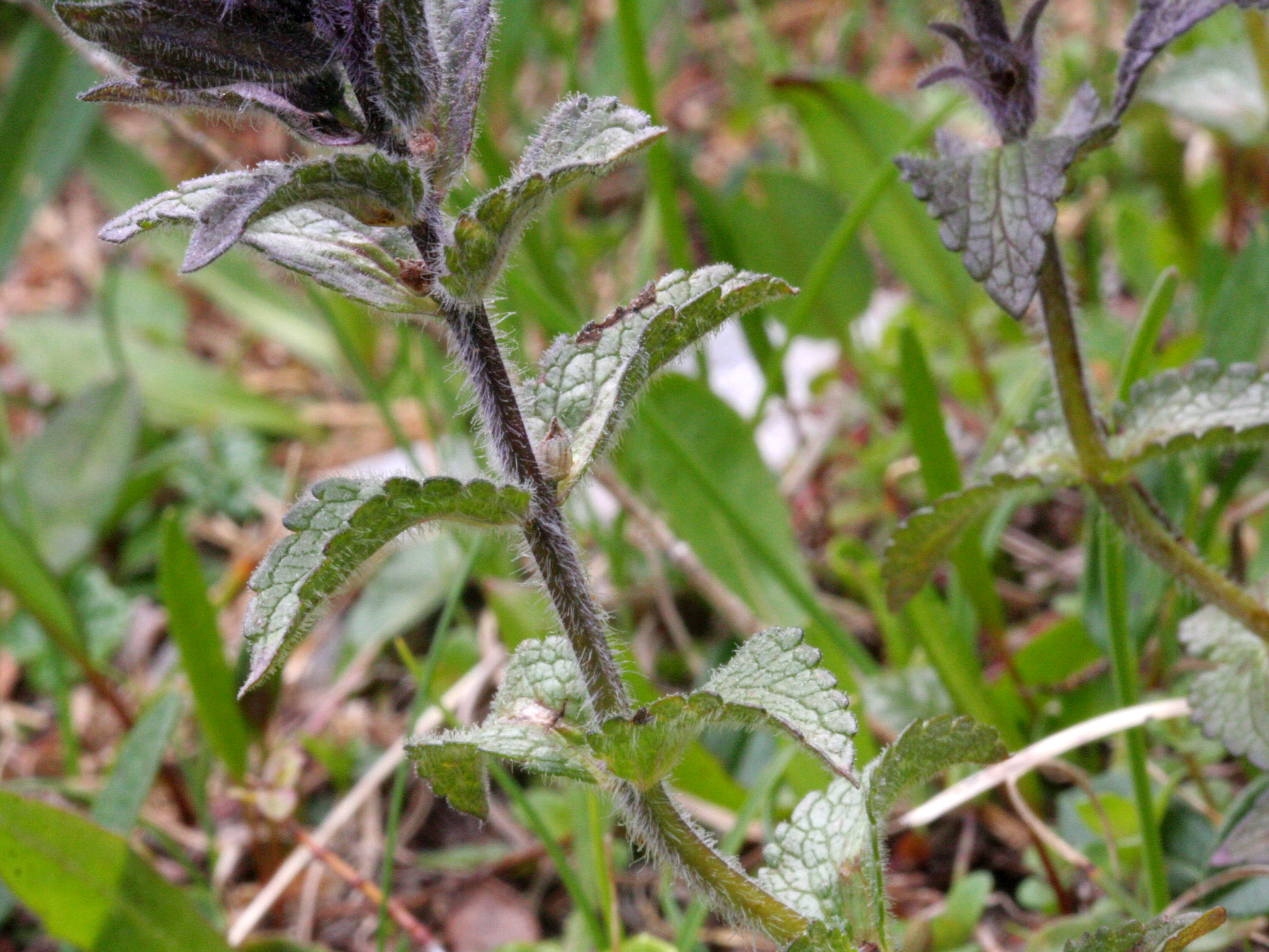
Le foglie
Cortina (BL), 1400 m s.l.m.
3 luglio 2008

Le foglie hanno delle forme ovate con i bordi percorsi da dentelli acuti. Verso l'infiorescenza sono presenti delle brattee simili alle foglie ma con dimensioni minori e colorate di violetto. Entrambe le pagine delle foglie e delle brattee sono pubescenti. Dimensione delle foglie: larghezza 8 – 12 mm; lunghezza 16 – 22 mm.

### Infiorescenza

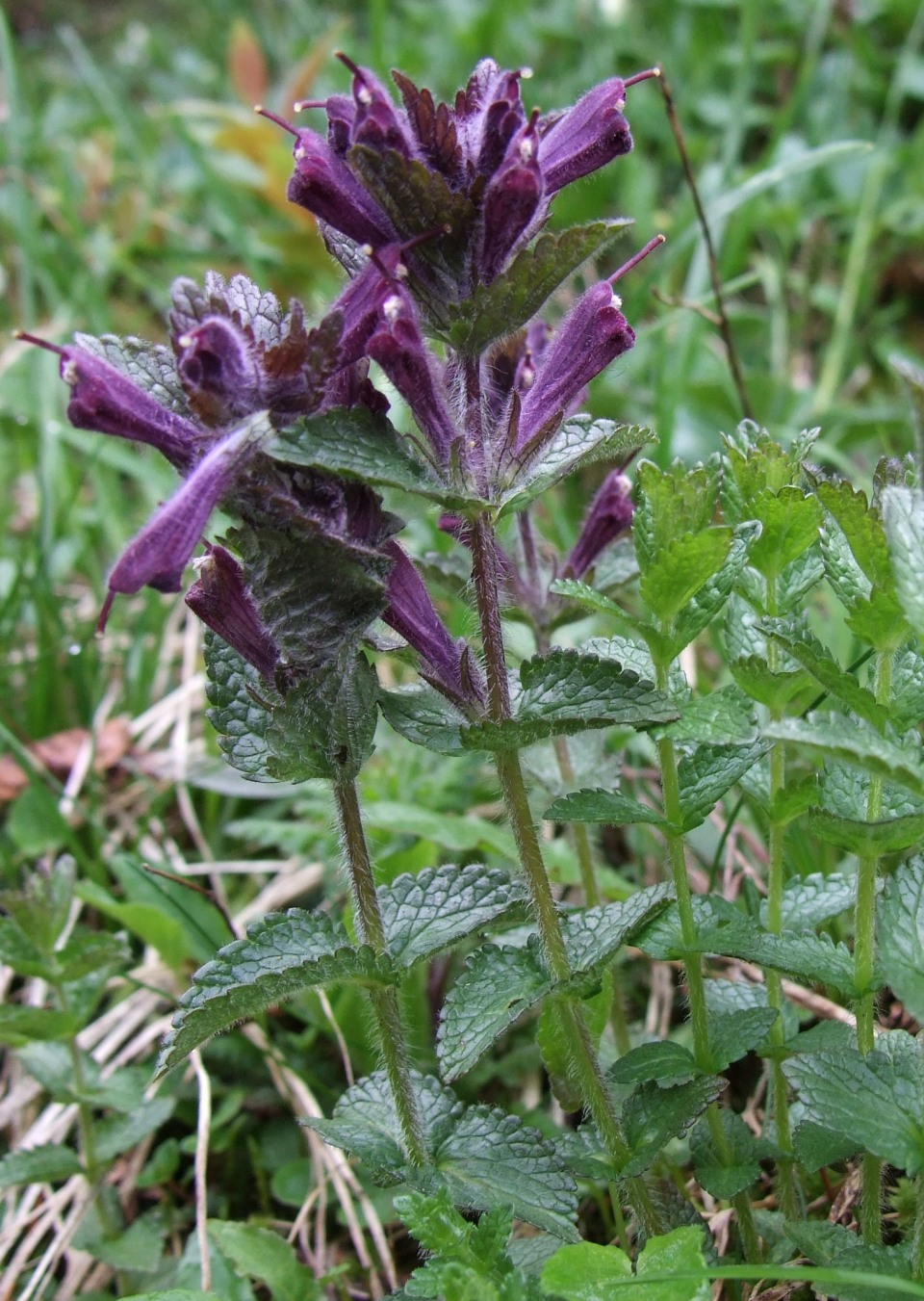
Infiorescenza

Le infiorescenze sono formate da alcuni fiori spaziati disposti all'ascella di brattee.

### Fiore

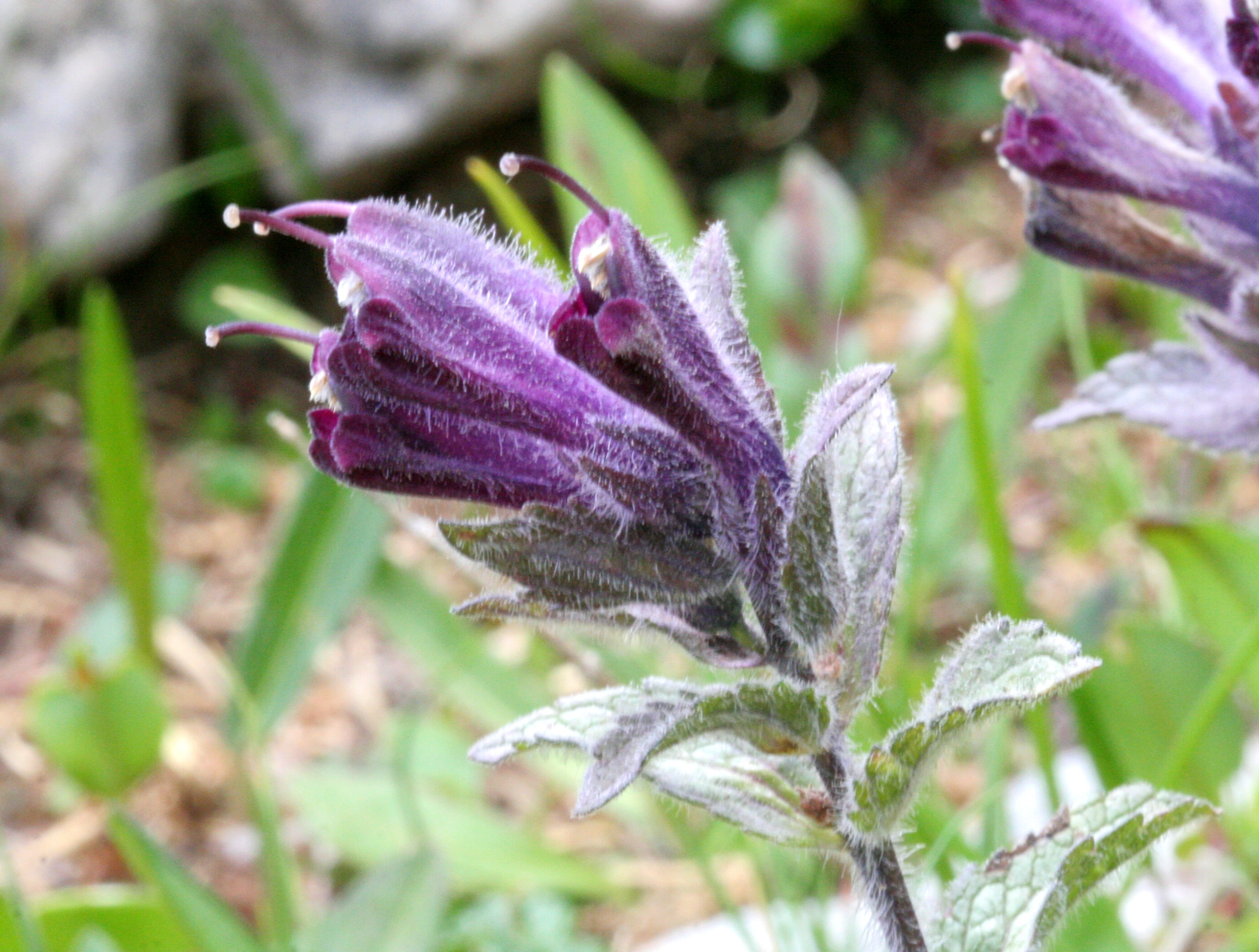
I fiori
Cortina (BL), 1400 m s.l.m.
3 luglio 2008

I fiori sono ermafroditi, zigomorfi e tetraciclici (con i quattro verticilli fondamentali delle Angiosperme: calice – corolla – androceo – gineceo); sono inoltre pentameri/tetrameri (ogni verticillo ha più o meno quattro/cinque elementi). Lunghezza del fiore: 15 – 22 mm.
- Formula fiorale: per questa pianta viene indicata la seguente formula fiorale:

X, K (4), [C (5), A 2+2], G (2), (supero), capsula
- Calice: il calice, gamosepalo, è un tubo campanulato lungo 4 mm con quattro denti lunghi 2 – 3 mm; la superficie è irsuta.
- Corolla: la corolla, più o meno bilabiata con cinque lobi disuguali, è simpetala ed è lunga 15 – 19 mm; il colore è violetto scuro e la superficie è irsuta. La corolla è priva di sperone.
- Androceo: gli stami dell'androceo sono quattro didinami (due lunghi e due corti); sono inseriti nel tubo corollino; in particolare ascendono sotto il labbro superiore della corolla. Le antere sono conniventi ed hanno una loggia portante un cornetto allungato; sono aristate o mucronate alla base. Le sacche polliniche hanno l'estremità inferiore a forma di freccia.[7]
- Gineceo: i carpelli del gineceo sono due e formano un ovario supero biloculare (derivato dai due carpelli iniziali). Lo stilo è unico lievemente più lungo degli stami ed è inserito all'apice dell'ovario; lo stimma è capitato.
- Fioritura: da giugno a agosto.

### Frutti
Il frutto è del tipo a capsula deiscente. La forma è oblungo-acuta, cavato-compressa e contiene diversi piccoli semi a coste alate. La lunghezza della capsula è di 8 mm.

## Riproduzione
- Impollinazione: l'impollinazione avviene tramite insetti (impollinazione entomogama).
- Riproduzione: la fecondazione avviene fondamentalmente tramite l'impollinazione dei fiori (vedi sopra).
- Dispersione: i semi cadendo a terra sono successivamente dispersi soprattutto da insetti tipo formiche (disseminazione mirmecoria).

## Distribuzione e habitat

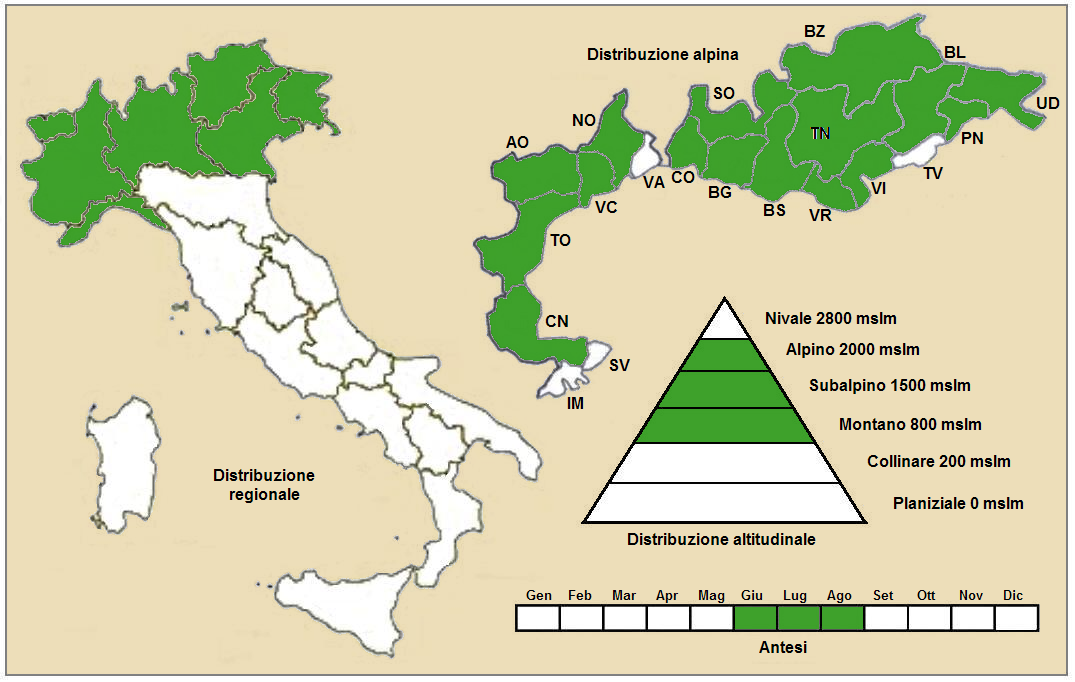
Distribuzione della pianta
(Distribuzione regionale – Distribuzione alpina)

- Geoelemento: il tipo corologico (area di origine) è Artico alpino (Euro-Americano).
- Distribuzione: In Italia questa specie è presente comunemente al Nord (nelle Alpi). Questa pianta è presente anche su tutti gli altri rilievi montani europei collegati alle Alpi.[9] Nel resto dell'Europa si trova dalla Spagna all'Ucraina, e dalla Islanda all'Italia (compresa Russia e Scandinavia).[1]
- Habitat: l'habitat tipico per questa pianta sono i pascoli alpini e subalpini. Il substrato preferito è sia calcareo che siliceo con pH neutro, bassi valori nutrizionali del terreno che deve essere umido.[9]
- Distribuzione altitudinale: sui rilievi queste piante si possono trovare da 1700 fino a 2600 m s.l.m. (raramente sotto i 1000 e sopra i 2900 m s.l.m.); frequentano quindi i seguenti piani vegetazionali: montano, subalpino e alpino.

### Fitosociologia
Dal punto di vista fitosociologico Bartsia alpina appartiene alla seguente comunità vegetale:
Formazione: delle comunità delle praterie rase dei piani subalpino e alpino con dominanza di emicriptofite
Classe: Elyno-Seslerietea variae

## Tassonomia
La famiglia di appartenenza della specie (Orobanchaceae) comprende soprattutto piante erbacee perenni e annuali semiparassite (ossia contengono ancora clorofilla a parte qualche genere completamente parassita) con uno o più austori connessi alle radici ospiti. È una famiglia abbastanza numerosa con circa 60 - 90 generi e oltre 1700 - 2000 specie (il numero dei generi e delle specie dipende dai vari metodi di classificazione) distribuiti in tutti i continenti. Il genere Bartsia si compone di una cinquantina di specie distribuite in Europa, Africa e America; tre vivono in Europa e due sono presenti nella flora spontanea italiana.

### Filogenesi
La classificazione tassonomica della Bartsia alpina è in via di definizione in quanto fino a poco tempo fa il suo genere apparteneva alla famiglia delle Scrophulariaceae (secondo la classificazione ormai classica di Cronquist), mentre ora con i nuovi sistemi di classificazione filogenetica (classificazione APG) è stata assegnata alla famiglia delle Orobanchaceae e alla tribù Rhinantheae Lamarck & de Candolle; anche i livelli superiori sono cambiati (vedi box tassonomico a destra).
Il numero cromosomico di Bartsia alpina è: 2n = 24.

### Variabilità
La specie di questa voce è considerata polimorfa. I caratteri soggetti a variabità sono i seguenti:
- il colore della corolla: da violetto scuro a chiaro quasi roseo;
- la pelosità del calice è variabile;
- la pelosità della pagina inferiore delle foglie è variabile.

### Sinonimi
L'entità di questa voce ha avuto nel tempo diverse nomenclature. L'elenco seguente indica alcuni tra i sinonimi più frequenti:
- Alicosta alpina (L.) Dulac
- Bartsia alpina var.jensenii Lange
- Bartsia carnea Griseb.
- Bartsia parviflora Thomas
- Bartsia parviflora Charpent. ex Benth.
- Bellardia carnea (Griseb.) Wettst.
- Euphrasia alpina (L.) Bubani
- Rhinanthus alpinus (L.) Lam.
- Staehelinia alpina (L.) Crantz
- Trixago carnea Griseb.

## Altre notizie
La bartsia alpina in altre lingue è chiamata nei seguenti modi:
- (DE)  Apenhelm oppure Trauerblume.
- (FR)  Bartsia des Alpes.
- (EN)  Alpine Bartsia.